# Mount Hodges
Mount Hodges ist ein 605 m hoher Berg im Norden von Südgeorgien. Er ragt 1,5 km westlich des Mount Duse unmittelbar nordwestlich des Kopfendes der King Edward Cove in der Cumberland East Bay auf.
Teilnehmer der Schwedischen Antarktisexpedition (1901–1903) unter der Leitung Otto Nordenskjölds nahmen eine erste grobe Kartierung des Berges vor. Der deutsche Zoologe und Arzt August Emil Alfred Szielasko (1864–1928), der das Gebiet um den Berg bei einem Besuch Südgeorgiens im Jahr 1906 kartierte, benannte ihn als Moldaenke Berg. Die heute etablierte Benennung setzte sich in späteren Jahren durch. Namensgeber ist vermutlich der Kapitän (und späterer Admiral) Michael Henry Hodges (1874–1951) von der Royal Navy, der sich zwischen 1905 und 1906 auf einer Inspenktionsfahrt für die britische Walfangindustrie in den Gewässern um Südgeorgien aufhielt.